# Oleg Szenin
Oleg Siemionowicz Szenin (ros. Оле́г Семёнович Ше́нин, ur. 22 lipca 1937 w przystani Władimirowskaja w obwodzie stalingradzkim (obecnie obwód wołgogradzki), zm. 28 maja 2009 w Moskwie) – radziecki i rosyjski polityk, członek Politbiura KC KPZR (1990–1991).

## Życiorys
Absolwent tomskiego Instytutu Inżynieryjno-Budowlanego oraz Akademii Nauk Społecznych przy KC KPZR. W 1962 wstąpił do KPZR, w latach 1974–1977 I sekretarz Komitetu Miejskiego KPZR w Aczyńsku, 1977–1980 i ponownie 1982–1983 II sekretarz Komitetu Obwodowego KPZR w Chakasji. W okresie 1980–1982 doradca wojskowy ZSRR w Afganistanie. W latach 1983–1985 sekretarz Krasnojarskiego Krajowego Komitetu KPZR, 1985–1987 I sekretarz Komitetu Obwodowego KPZR w Chakasji, 1987–1990 I sekretarz Krasnojarskiego Krajowego Komitetu KPZR. W 1986 ukończył Akademię Nauk Społecznych przy KC KPZR. W latach 1989–1990 członek Rosyjskiego Biura KC KPZR. Od 1990 do 1991 sekretarz KC KPZR i członek Politbiura KC. W sierpniu 1991 został aresztowany w związku ze sprawą Państwowego Komitetu Stanu Wyjątkowego (amnestionowany na mocy uchwały Dumy Państwowej w lutym 1994). W marcu 1993 na 29. Zjeździe KPZR otrzymał funkcję przewodniczącego rady Związku Partii Komunistycznych-KPZR (do 2001). Od 2004 ponownie przewodniczący KPZR, od 2006 związany z Armią Woli Narodu. 2007 kandydat na prezydenta Rosji.

## Odznaczenia
- Order Lenina
- Order Rewolucji Październikowej
- Order Czerwonego Sztandaru Pracy
- Order „Znak Honoru” (dwukrotnie)

I odznaczenia afgańskie i północnokoreańskie.